# Jan Krissler
Jan Krissler, plus connu sous son pseudonyme starbug, est un informaticien et hacker allemand. Il est surtout connu pour son travail sur la défaillance des systèmes d'identification biométriques, notamment la TouchID de l'iPhone,.  Il est également un membre actif de la communauté des hackers allemands et européens.

## Hacker

### Démonstrations publiques de failles de sécurité

#### Empreintes biométriques d'éminents politiciens allemands

##### Wolfgang Schäube
En collaboration avec le Chaos Computer Club, Jan Krissler expose publiquement la reproduction des empreintes digitales du ministre de l'Intérieur de l'époque, Wolfgang Schäuble dans le but de protester et de démontrer la faiblesse de cette identification biométrique. Il photographie les empreintes sur un verre utilisé par Wolfgang Schäuble à l'aide d'un appareil photo numérique et la modifie numériquement pour cet exercice.   Auparavant, le ministère de l'Intérieur Schäubles avait introduit des passeports biométriques qui comprenaient une copie numérique de l'empreinte digitale du titulaire,.

##### Ursula von der Leyen
En 2014, il affine l'attaque en reproduisant l'empreinte digitale de la ministre de la Défense Ursula von der Leyen à partir d'une photo de presse haute résolution. L'attaque est présentée lors du Chaos Communication Congress de 2014,,,,. 

##### Angela Merkel
À partir de photos hautes résolution d'Angela Merkel, il parvient à extraire son empreinte d'iris. Il démontre comment il est aisé d'extraire des empreintes d'ris, notamment de femmes et d'hommes politiques car les visages sont exposés en haute résolution. 

#### Vulnérabilité de systèmes
En 2017, il parvient à répliquer une empreinte d'iris sur la nouvelle génération de smartphone Samsung Galaxy. 
En 2018, il déjoue l'identification biométrique basée sur la reconnaissance veineuse en 2 dimensions de Hitachi et Fujitsu,. 

## Recherche
Outre ses activités et ses articles populaires publiés en tant qu'activiste, Jan Krissler est avant tout un scientifique. Ses premiers travaux portaient sur la sécurité des systèmes biométriques. Plus tard, Jan Krissler étudie les fondements des systèmes à fibres optiques   et le développement de nouvelles attaques sur les cartes à puce.
À partir de 2014, il concentre ses travaux sur les nouvelles méthodes d'attaque des systèmes d'identification biométriques. Il est internationalement reconnu pour ses recherches sur les risques émanant des caméras haute résolution des smartphones qui permettaient de voler secrètement des empreintes digitales. Les lacunes des systèmes de paiement biométriques constituent un autre domaine de ses travaux de recherches. 
Actuellement, Jan Krissler est assistant de recherche à la l'Université technique de Berlin et travaille avec le groupe de recherche dirigé par Jean-Pierre Seifert.